# 名古屋テレビ事業
株式会社名古屋テレビ事業（なごやテレビじぎょう）は、名古屋市中区に本社をおく企業。

## 概要
放送業務部はCM放送のためのデータ作成や字幕放送用の字幕作成、イベント事業部はイベント運営を行う。

## 沿革
- 1966年（昭和41年） - 名放商事株式会社として設立[1]。
- 1986年（昭和61年） - 株式会社名古屋テレビ事業に社名変更[1]。
- 1990年（平成2年）  - 特定人材派遣業務を開始[1]。
- 2000年（平成12年） - 広告代理店業務を開始[1]。
- 2002年（平成14年） - ビルメンテナンス業務を開始[1]。
- 2004年（平成16年） - 一般労働者登録派遣免許取得[1]。
- 2006年（平成18年） - 名古屋テレビ放送の100%子会社となる[1]。